# パーチェスファネル
パーチェスファネル（英: purchase funnel）とは、マーケティングの考え方の一種である。St Elmo Lewis のAIDAモデル（AIDMAモデル）の発展形で、消費者の購入までの意識の遷移を図化したもの。パーチェスの意味は「購入」で、ファネルの意味は「漏斗（じょうご）」。購買ファネル、セールスファネル、マーケティングファネル と呼ばれることもある。
AIDMAモデルでは購入までの流れは
1. Attention - 注意
2. Interest - 関心
3. Desire - 欲求
4. Memory - 記憶
5. Action - 行動

と表されるが、注目をした中の一部が関心を持ち、関心を持った中の一部が欲求を持つというように上流から下流にかけて一般的に対象は減ってくる。
これを図化すると逆ピラミッド型になり、ファネル（漏斗）に見えるためパーチェスファネルと呼ばれる。
なお、このファネルの階層は諸説あるが、一例では
1. Awareness - 認知
2. Opinion - 好意
3. Consideration - （購入）検討
4. Preference - （購入意思が）優勢
5. Purchase - 購入

となる。
この図の最上流の口を如何に広げるか、また、漏斗の幅を狭めている階層を改善することで購入にいたる対象が増えるという考え方である。